# Austrochthonius rapax
Austrochthonius rapax är en spindeldjursart som beskrevs av Beier 1976. Austrochthonius rapax ingår i släktet Austrochthonius och familjen käkklokrypare. Inga underarter finns listade.